# Erzbistum Nyeri

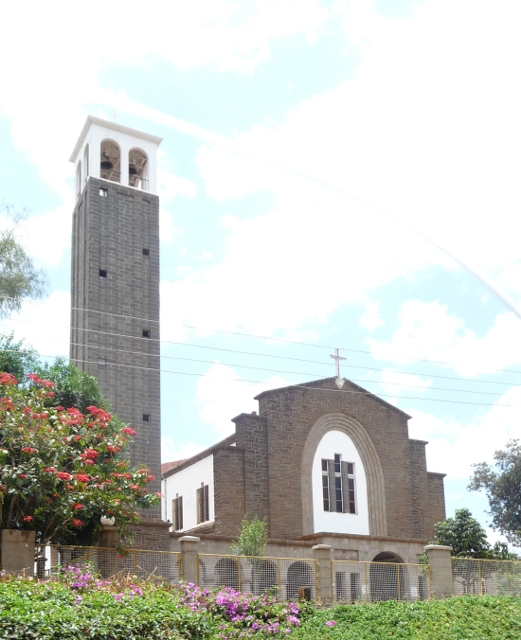
Kathedrale Our Lady of Consolata in Nyeri

Das Erzbistum Nyeri (lat.: Archidioecesis Nyeriensis, engl.: Archdiocese of Nyeri) ist eine in Kenia gelegene römisch-katholische Erzdiözese mit Sitz in Nyeri.

## Geschichte
Das Erzbistum Nyeri wurde am 14. September 1905 durch Papst Pius X. aus Gebietsabtretungen des Apostolischen Vikariates Nordsansibar als Mission sui juris Kenia errichtet. Am 12. Juli 1909 wurde die Mission sui juris Kenia durch Pius X. mit der Apostolischen Konstitution Supremi Apostolatus zum Apostolischen Vikariat erhoben. Das Apostolische Vikariat Kenia gab am 10. März 1926 Teile seines Territoriums zur Gründung der Apostolischen Präfektur Meru ab. Am 10. März 1926 wurde das Apostolische Vikariat Kenia in Apostolisches Vikariat Nyeri umbenannt.
Das Apostolische Vikariat Nyeri wurde am 25. März 1953 durch Papst Pius XII. mit der Apostolischen Konstitution Quemadmodum ad Nos zum Bistum erhoben und dem Erzbistum Nairobi als Suffraganbistum unterstellt. Am 25. November 1964 gab das Bistum Nyeri Teile seines Territoriums zur Gründung des Bistums Marsabit ab. Eine weitere Gebietsabtretung erfolgte am 17. März 1983 zur Gründung des Bistums Muranga.
Am 21. Mai 1990 wurde das Bistum Nyeri durch Papst Johannes Paul II. mit der Apostolischen Konstitution Cum in Keniana zum Erzbistum erhoben. Das Erzbistum Nyeri gab am 5. Dezember 2002 Teile seines Territoriums zur Gründung des Bistums Nyahururu ab.

## Ordinarien

### Apostolische Vikare von Kenia
- Filippo Perlo IMC, 1909–1925
- Giuseppe Perrachon IMC, 1925–1926

### Apostolische Vikare von Nyeri
- Giuseppe Perrachon IMC, 1926–1930
- Carlo Re IMC, 1931–1946
- Charles Maria Cavallera IMC, 1947–1953

### Bischöfe von Nyeri
- Charles (Carlo) Maria Cavallera IMC, 1953–1964, dann Bischof von Marsabit
- Caesar Gatimu, 1964–1987
- Nicodemus Kirima, 1988–1990

### Erzbischöfe von Nyeri
- Nicodemus Kirima, 1990–2007
- Peter J. Kairo, 2008–2017
- Anthony Muheria, seit 2017